# Щурик білочеревий
Щурик білочеревий (Progne sinaloae) — вид горобцеподібних птахів родини ластівкових (Hirundinidae). Гніздовий ендемік Мексики.

## Поширення
Птах гніздиться у горах Західна Сьєрра-Мадре на заході Мексики від Сонори до Наяриту. Гнізда будує у невеликих колоніях на стрімких скелях у сосново-дубових лісах. Відомо, що він перелітний і зимує в південних штатах Мексики, а також у Гватемалі і Белізі. Передбачається, що вид також зимує в Південній Америці; однак це точно невідомо.

## Опис
Його розміри від 17 до 19 см. Самець синювато-чорний, схожий на щурика пурпурового (Progne subis), але з білим черевом і криючими хвоста. Самиця коричнева з білим черевцем.